# Notorotaliidae
Notorotaliinae es una subfamilia de foraminíferos bentónicos de la familia Notorotaliidae, de la superfamilia Rotalioidea, del suborden Rotaliina y del orden Rotaliida. Su rango cronoestratigráfico abarca desde el Eoceno medio hasta la Actualidad.

## Discusión
Clasificaciones previas incluían los géneros de Notorotaliidae en la familia Elphidiidae.

## Clasificación
Notorotaliinae incluye a las siguientes subfamilia y géneros:
- Subfamilia Notorotaliinae
  - Cribrorotalia †
  - Cristatavultus
  - Discorotalia †
  - Notorotalia
  - Parrellina
  - Porosorotalia †